# Malometasternum rufocaudata
Malometasternum rufocaudata är en tvåvingeart som först beskrevs av Ferguson 1926.  Malometasternum rufocaudata ingår i släktet Malometasternum och familjen blomflugor. Inga underarter finns listade i Catalogue of Life.